# Weak
«Débil»  —título original en inglés: «Weak»— es el décimo segundo episodio cuarta temporada de la serie de televisión posapocalíptica, horror Fear the Walking Dead. Se estrenó el 2 de septiembre de 2018. Estuvo dirigido por Colman Domingo y en el guion estuvo a cargo de Kalinda Vazquez.
Este episodio marca el debut de Colman Domingo quien interpreta a Victor Strand;  como director.

## Producción

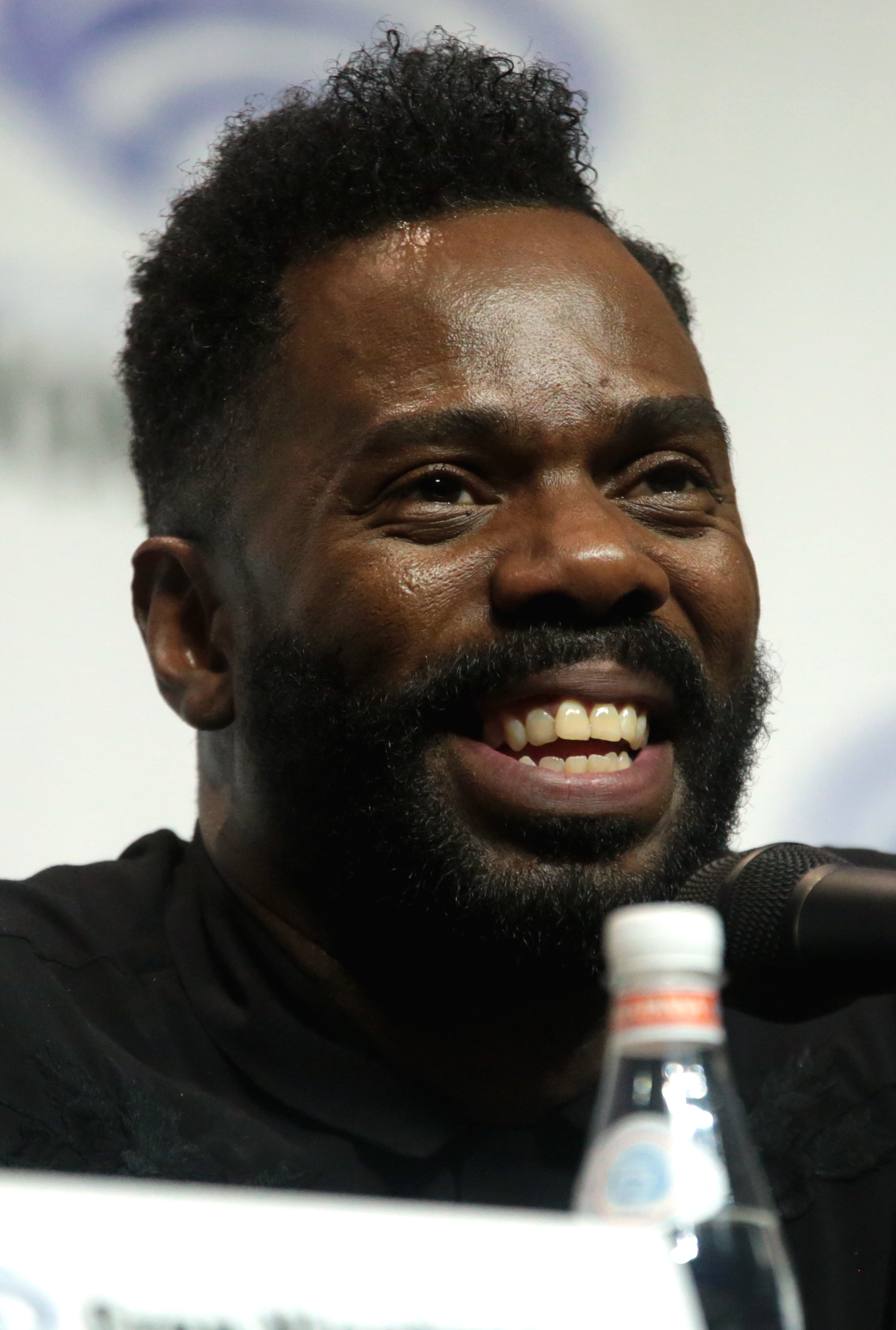
El episodio fue dirigido por el miembro principal del reparto Colman Domingo

El 21 de abril de 2018, Colman Domingo reveló que estaría dirigiendo el décimo segundo episodio de esta temporada.

## Trama
Con poco combustible, June y Althea acampan dentro del camión SWAT durante los próximos días. Escuchan una transmisión llena de estática por la radio y van a un terreno más alto para obtener una mejor señal. Morgan, que viaja con Sarah, Wendell y Jim, intenta ponerse en contacto con los demás revelando su ubicación a través del walkie-talkie, pero no hay respuesta. Althea comienza a sentirse débil debido a la falta de agua y comida. June y Althea encuentran un camión abandonado y comienzan a conducir. Luego ven que el camión SWAT pasa junto a ellos y lo persiguen. Althea tiene fiebre y le dice a June que hay antibióticos en su camioneta. June va sola para localizar el camión y lo recupera después de un altercado con Quinn, el hombre que lo robó. Sin embargo, el camión no tiene combustible. June no puede encontrar la medicina y Althea revela por radio que no había ninguna; sólo quería que le devolvieran el camión con sus cintas de vídeo. June, afortunadamente, encuentra medicamentos en un autobús volcado cerca del camión. Morgan, sin saberlo, se encuentra con la misteriosa mujer en una caja de suministros, y después de que él se va, ella reemplaza las botellas de agua limpia con agua sucia. En un terreno más alto, Morgan obtiene una señal y da su ubicación. June y Althea escuchan el mensaje y se reúnen con Morgan. Quinn, que ha encontrado combustible, es atacado y asesinado por Purvis, el compañero infectado de la misteriosa mujer. Deja a Purvis atrás y mira a Quinn reanimarse.

## Recepción
"Weak" recibió algo positivo de los críticos. En Rotten Tomatoes, "Weak" obtuvo una calificación del 71% con una puntuación promedio de 7/10 basada en 7 reseñas.

### Calificaciones
El episodio fue visto por 1,52 millones de espectadores en los Estados Unidos en su fecha de emisión original, por debajo de las calificaciones del episodio anterior de 1,83 millones de espectadores.